# Pretty Boy Floyd
Pretty Boy Floyd é um quarteto de glam metal que surgiu no final dos anos 1980. Inspirados por Bon Jovi, Ratt e Quiet Riot, o grupo foi formado pelo vocalista Steve Summers, pelo guitarrista Kristy Majors, pelo baixista Vinnie Chas e pelo baterista Karl Lane.

## História
Lançou seu álbum de estréia, Leather Boyz With Eletric Toyz, em 1989. Apesar de todo som e visual que estavam na moda naquela época, o disco não atingiu o top 100 da Billboard. O segundo trabalho do grupo só sairia em 1999. Com o título Tales of the Sex, Designer of Drugs, and the Death Rock n´Roll, o disco tinha apenas cinco faixas. Um ano depois foi lançado o disco Porn Stars, que pode ser encaixado jundo com Leather Boyz With Eletric Toyz como o melhor trabalho da banda. Em 2002, a banda lança Live at the Pretty Ugly Club, um disco ao vivo, sem muita daquela energia hard rock que era a marca da banda.
No mesmo ano, lançam pela gravadora Perris a coletânea The Vault, contendo vários hits. Em 2003, lançam The Vault 2 e no mesmo ano lançam Tonight Belongs to the Young, um disco de músicas inéditas, que contém as ótimas "Gangster of Love" e "Hands Off My Radio". Em junho de 2004, lançam pela gravadora Deadline o excelente Size Realy Does Matter. Esse disco trouxe aquele som que foi perdido com o tempo pelo Pretty Boy Floyd. Músicas imponentes misturadas a um ótimo vocal e guitarras sombrias são a marca desse disco.
Em 1 de março de 2008, Majors e Kane juntaram-se a Summers para tocar o palco no The Knitting Factory em Hollywood, Califórnia. Em 2009, a banda celebrou seu 20º aniversário do lançamento de 'Leather Boyz with Electric Toyz' com uma turnê mundial. Troy Patrick Farrell foi contratado como baterista e Criss 6, da banda de homenagem Mötley Crüe, de Los Angeles, foi contratada como o novo baixista.

## Integrantes

### Formação Atual
- Steve "Sex" Summers - vocal
- Kristy "Krash" Majors - guitarra
- JK Famous - baixo
- Kari Kane - bateria

### Antigos Membros
- Keri Kelli (born Keri Fear) - guitarra
- Keff Ratcliffe - baixo
- Chad Stewart - bateria
- Aeriel Stiles - guitarra
- Lesli Sanders - baixo
- Eddie Electra - baixo
- T'Chad - guitarras
- Dish - bateria
- Cristi Lane - guitarra
- Michael Thomas - guitarra
- Todd Michael Burr - Drums
- Macy Malone - guitarra
- Davey Lister - guitarra
- Mikki Twist - baixo
- Scotti D. - bateria
- Traci Michaels - bateria
- Vinnie Chas - baixo

## Discografia

### Álbuns
- Leather Boyz With Electric Toyz (1989)
- Porn Stars (1998)
- Tonight Belongs to the Young (2003)
- Size Really Does Matter (2004)

### EPs
- A Tale of Sex, Designer Drugs, and the Death of Rock N Roll (1997)
- Live Hard Live Fast (2007)

### Singles
- "Rock and Roll" (Is Gonna Set the Night on Fire) (1989)
- "I Wanna Be With You" (1989)

### Lives
- Live At The Roxy - Wake Up Bitch (1998)
- Live At The Pretty Ugly Club (2001)

### Compilações
- The Vault - Demos (2002)
- The Vault II - Demos (2003)
- Tonight Belongs to the Young - Remastered demos (2003)
- Dirty Glam (2004)
- The Greatest Collection - The Ultimate Pretty Boy Floyd (2004)